# Szentemágócs nemzetség
A Szente-Mágócs nemzetség egy magyar nemesi nemzetség volt. A nemzetség nevét Szente és Mágócs testvérekről kapta (miként a Hont-Pázmány, Gút-Keled stb. nemzetségek). A forrásokban előforduló névalakok: Senta 'et Maguch, Sentemacus, Zentamaguch, Scentemaguch, Scentemagygh.

A Szentemágócs nemzetség címere

## Történetük
A nemzetség őse' – elágazásait tekintve – legalább a 12. század elején élt. 1229-ben még élt az emléke annak, hogy a nemzetség névadója két testvér volt, s ezért a királyi kancellária „Szente és Mágócs neméből valónak” írja azon nemeseket, akik a Pest vármegyei (hajdan Fejér vármegyei) Ordas falu mellett egy erdőt bírtak.[forrás?]
Ősi fészke Baranya-megye északi részén levő Mágocs (régies nevén Mágócs) volt. Itt Mágocson állt a nemzetségnek Szent Péter apostol tiszteletére avatott monostora is. 1251-ben e monostor javára tett hagyományt  Apsa ispán neje Erzsébet. A nemzetség azonban korán átszármazott Békés vármegye nyugati határszélére is. Itt egymás mellett Szente-tornya és Mágócs nevű falvak voltak találhatók, mely feltehetőleg a két névadó testvér itteni földesuraságának emléke. Mágócson kívül a Szamos melletti Czégényi monostor is e nemzetségnek köszönheti keletkezését.[forrás?]
A nemzetség ezenkívül jogot tartott még (Karácsonyi János véleménye szerint a pilisivel egy) az esztergomi cziszterczi monostor kegyuraságához is. Mivel a fennmaradt okleveleink adataiból[forrás?] a nemzetség hajtásainak összeköttetése megközelíthetőleg sem állapítható meg, lehetőleg lakásuk és birtokaik szerint írjuk le e hajtásokat:
I. Tolna-baranyai, II. Valkómegyei, III. Szabolcs-zempléni, IV. Czégényi ágakat, illetve töredékeket.

### Czégényi-ág
A Szente-Mágócs nemzetségnek még a múlt században is virágzó, a Kölcsey és
Kölcsei Kende családokat adó ága.
A Szamos folyó mellett felépített Boldogságos Szűz tiszteletére avatott
czégényi monostor alapítója, és századokon át kegyura volt, ezért nevezzük czégényi ágnak.
1181 előtt Kölcse ispán – bizonyára királyi adományként – oly szép birtokokat kapott a Szamos-Tisza szögén,
hogy 1181-re felépíthette a  czégényi monostort s annak javára tett adományait ez évben a király által is megerősíttette. (Kapy család levéltára a Nemzeti Múzeumban.)
1200-as évek elején élt a nemzetség czégényi ágából I. Ete. Ennek fiai közül I. Miklós 1274 előtt Pertaltelke nevű birtokát (Kis-Kér, Német-Kér, Pakstól északra, Tolna vármegye) eladta Karászy Sándor bánnak, de testvérei beleegyezését nem kérte ki. Ezért 1274-ben kénytelen volt  Pertaltelkét visszakérni Karászy Sándor bántól, s őt Vajk és Malonta (Tolna vármegye) nevű vett földeivel kárpótolni.
1291-ben II. Ete és I. Mikó  a nemzetség Szabolcs-zempléni ágát Mátéfia Dénessel együtt, megbízzák az esztergomi (pilisi?) monostor visszaszerzésével (Hazai Okmánytár VI. 375).
I., vagy II. Ete sokáig birtokolta a szatmármegyei Tyukod egy részét, ezután a falu e részét sokáig Ete-Tyukodjának (Ethetykodya, Ete-Tykudya) hívták.
/Az 1800-as években ugyancsak az Ete személynév használata adott okot azon tévedésre, hogy a Kölcsey család a honfoglaló vezérek közé emelt Ondtól, Ete apjától, a Bár-Kalán nemzetség ősétől származik./
1284-ben I. Mikó fogott bíró volt az 1284. április 23-án a czégényi monostornál megtartott gyűlésen, amelyet a Várday és Lázáry családok kibékítése ügyében tartottak.
Ugyanez évben a várdai püspökkel és más nagy urakkal együtt fogott-bíráskodik a Káta nemzetség Lázáry-ágának osztozásánál.
I. Mikóról tudható még, hogy Kadarcs (Kadarch) nevű faluját odaadta a Császáry családnak a szatmármegyei Szekeres és Zsarolyán falvak részeiért. E részek azután az ő magvaszakadtával legközelebbi atyafiára, Mátéfia Dénesre szálltak.
1292 körül Mátéfia Dénes  az esztergomi káptalan kárairól tanúskodik, de nem a Tolna-baranyai ágakkal közösen, hanem azoktól külön.
1308-ban Mátéfia Dénes I. Mikó után örökölt szekeresi és zsarolyáni részeit elveszítette, mert a Császáry család jogtalanul bocsátotta azokat cserére.
Dénes fiai: Jakab, János, András, Mihály és Miklós apjuk halála után, Károly Róbert király idejében nagy perbe keveredtek –mivel a király birtokaikat tévedésből a koronára szálltnak vélte – mely per még I. Lajos király idejében is folyt.
1344. július 4-én kelt oklevelében I. Lajos király – mérlegelve az igazságot – a követelésről lemondott, és Dénes fiait megerősítette: Czégény monostora kegyuraságában (Cégénydányád), Kölcse, Istvándi (Túristvándi), Kóród (Tiszakóród), Cseke (Szatmárcseke), Csécse (Tiszacsécse),
Milota, Kömörő, Szekeres (Kis- és Nagyszekeres), Ököritó 
(Ököritófülpös), Mácsa (elpusztult település), és Ete-Tyukodja (Tyukod) falvak birtokában.
1345-ben Dénes fiai meg is osztoztak a király által is megerősítést nyert birtokaikon:
János, Jakab és andrás kapták Kölcse, Csécse, Cseke, valamint ezzel határos – de mára már eltünt – Petlend, Orbánd, valamint Ököritó, – s az Ököritó melletti már eltünt – Mácsa és Ete-Tyukod falvakat és Kápolnás-Szekeresnek Mánd felé eső részét.
Mihály és Miklós kapták Istvándi, Csécse, Kóród, Kömörő, és Milota falvakat.
Őseik nyugvóhelye: Czégény monostora közös birtok maradt.
(A czégényi monostor 1181-évi alapítólevelét I. István fia, II. Mikó 1288-ban átiratja.
Ekkor határozottan a Szente-Mágócs nemzetség tagjának írják.)

### Szabolcs-zempléni ág
Az ebből az ágból származók Szabolcs és Zemplén vármegyékben nyertek állandó birtokokat.
Leszármazás szerint az ág első ismert tagjai: Barnas (Barlas), András és Endre voltak.
Barnas(Barlas) fiai: Domokos, és Fekete (Belus) pataki várnagy, továbbá Andrásnak négy fia:I. János, I. Feldre (Fredericus, Feldricus, Feldreh, Feldur), Péter és Balázs, valamint Endrefia Mihály, jóval 1293 előtt, s így legalább IV. László korában kerültek a felső Tisza mentére, s kapták meg ott Szabolcs falut.
Egy oklevél szerint Domokos és Fekete Belus, az 1284-ben már elhalt Várday Aladárral, apjuk elpusztított faluja miatt pereskedtek, ami bizonyítja, hogy szabolcsmegyei földesurak voltak.
1291-ben e ág tagjai a Szente-Mágócs nemzetségbeliektől arra kaptak megbízást, hogy a nemzetségnek idegen kézre jutott esztergomi (pilisi) monostorát szerezzék vissza (H.O.VI. 398).
Ezt a megbízást talán azért nyerték el, mert éppen ez ágnak volt Esztergom közelében,
Bajót, Mogyorós és Bajna között, Pély nevű faluja
(ma Péliföldszentkereszt).
Ugyanez évben megveszik a szabolcsmegyei, Tisza mellé eső Balsa és Halász (ma Nagyhalász) nevű falvakat, 100 márkáért.
Ez ág tagjai nagy kegyben állhattak III. András király előtt, mert 1293-ban az ő szabolcsi birtokaikkal szomszédos Vencsellő (Gávavencsellő) faluval ajándékozta meg őket.
1299-ben I. Feldre fogott bíró volt az Aba nemzetség Lipóczy-ágának osztozkodásánál.
A nemzetség ez ágának tagjai a 14. század elején Károly Róbert királyhoz csatlakoztak. Hálából a király előbb Kapi várával (Sáros vármegye) jutalmazta őket.
1325 előtt Kapi vára helyett a zemplénmegyei Bodrog-Olaszit adta nekik cserébe.
Ez időtől kezdve Barnas és András leszármazottai leginkább Bodrog-Olasziban és Szabolcson laktak, s ezért Olaszyaknak és néha Szabolcsyaknak is írták őket.
1321-ben András fiai: I. Balázs (az Olaszy család őse), és Beke, László és II. János (A Szabolcsy és Olaszy családok ősei) Győrkerekit kapják  Ráskay Vid-tól (bizonyosan kárpótlásként).
1325-ben II. János eladta pélyi birtokát a Bajóthy (Nagymartoni) családnak.
1329-ben fogott bíró a Buthkay és Szakolyi családok között.
1336-ban I. Feldre fiai: Beke, László és II. János Bodrog-Olaszi határát Tolcsva felé szerették volna gyarapítani, de tervüket a Tolcsva nemzetség meghiúsította. Ellenben László és Pál  1344-ben sikeresen védték Olaszi határát Sárospatak felől.
1362-ben I. Istvánnak, és 1372-ben Györgynek  Olaszi (Zemplénm.), Szabolcs, Balsa, Halásztelek, és Pugteleke (Szabolcsm.) birtokokból kellett leánynegyedet fizetnie.